# 阪和鳳自動車工業専門学校
阪和鳳自動車工業専門学校（はんわおおとりじどうしゃこうぎょうせんもんがっこう）は、大阪府堺市西区にある自動車整備士養成施設（専修学校）。募集人数は約120人（2023年度）。
阪和鳳自動車学校が併設されている。

## 沿革
- 1954年 - 阪和鳳自動車学校として開校[1]。
- 1962年 - 運輸省認可校となる。
- 1963年 - 自動車整備士養成施設として開校[1]。
- 1964年 - 運輸省指定校、一種自動車整備士養成施設校となる。
- 1980年 - 専修学校制度創設に伴い、阪和鳳自動車工業専門学校となる。
- 1995年 - 文部科学大臣認定を受ける[1]。

## 学科
- 自動車整備専門科（自動車整備士二級課程）

## 施設設備
- 四輪車用リフト8台[2]
- 四輪車40台、二輪車25台[2]

## 所在地
- 〒593-8323 大阪府堺市西区鶴田町30-3

最寄り駅は、JR阪和線鳳駅（徒歩10分）